# Корпус ППО
Корпус протиповітряної оборони (корпус ППО), також зенітний корпус — оперативно-тактичне з'єднання військ протиповітряної оборони, призначене для вирішення оперативних (оперативно-стратегічних) завдань щодо захисту від ударів з повітря найважливіших адміністративно-політичних, промислових і економічних центрів та регіонів країни, а також угруповань військ, військово-морських баз та інших важливих військових об'єктів.